# Bank of Africa
Bank of Africa  (fino al 2020 BMCE Bank, francese Banque Marocaine du Commerce Extérieur, arabo بنك المغربي للتجارة الخارجية, DMG al-Bank al-maġribī li-t-tiȧāra wa-l-ḫāriȧiyya ) è una banca marocchina con sede a Casablanca. Fondata nel 1959 come banca pubblica, poi privatizzata nel 1995, è stata acquistata dal finanziere e miliardario Othman Benjelloun
Attraverso le sue due holding Financecom e HBM, riunite in una struttura globale, O Capital 1 , è presente nel settore finanziario (RMA Watanya, BMCE Bank), turismo (Risma , Aman Resort's), immobiliare (Argan Capital) media (Soread 2M 2 , Medi 1 TV 2), telecomunicazioni (Orange Maroc 3), consulenza (Valyans 4), trasporti (CTM 3 , Air Arabia) e agricoltura (BioBeef, Ranch Adarouch).
Nel 2019, Othman Benjelloun è il secondo uomo più ricco del Marocco, e il quindicesimo dell'Africa secondo la rivista Forbes , con un patrimonio stimato in oltre 1,3 miliardi di dollari.
Gestisce oltre 500 filiali in Marocco. Possiede uffici in Francia, Spagna, Regno Unito, Cina, Italia, Germania, Belgio e Paesi Bassi.
Le azioni sono quotate alla Borsa di Casablanca e fanno parte sia del Moroccan All Shares Index (MASI) che del MASI 20, l'indice delle 20 società più scambiate.
I principali azionisti della banca sono l'assicuratore RMA Watanya (27,41%), Crédit Mutuel (26,20%), Caisse de Dépôt et de Gestion (8,32%), O Capital (7,22%) e British International Investment (5,38%).

## Storia
La BMCE è stata fondata nel 1959 dal governo di Abdallah Ibrahim. Nel 1965 fu aperta un'agenzia nella zona franca di Tangeri.
È stata la prima banca marocchina a stabilirsi all'estero aprendo un'agenzia a Parigi nel 1972. Due anni dopo entrò nella Borsa di Casablanca. Nel 1988 è stata creata Maroc Factoring, società di factoring controllata dal gruppo BMCE 3 .

### Anni 1990
Nel 1994 vengono create il MIT e la MARFIN, filiali specializzate nei mercati dei capitali. Nel 1995, periodo di grandi privatizzazioni, BMCE è stata privatizzata dal governo di Abdellatif.

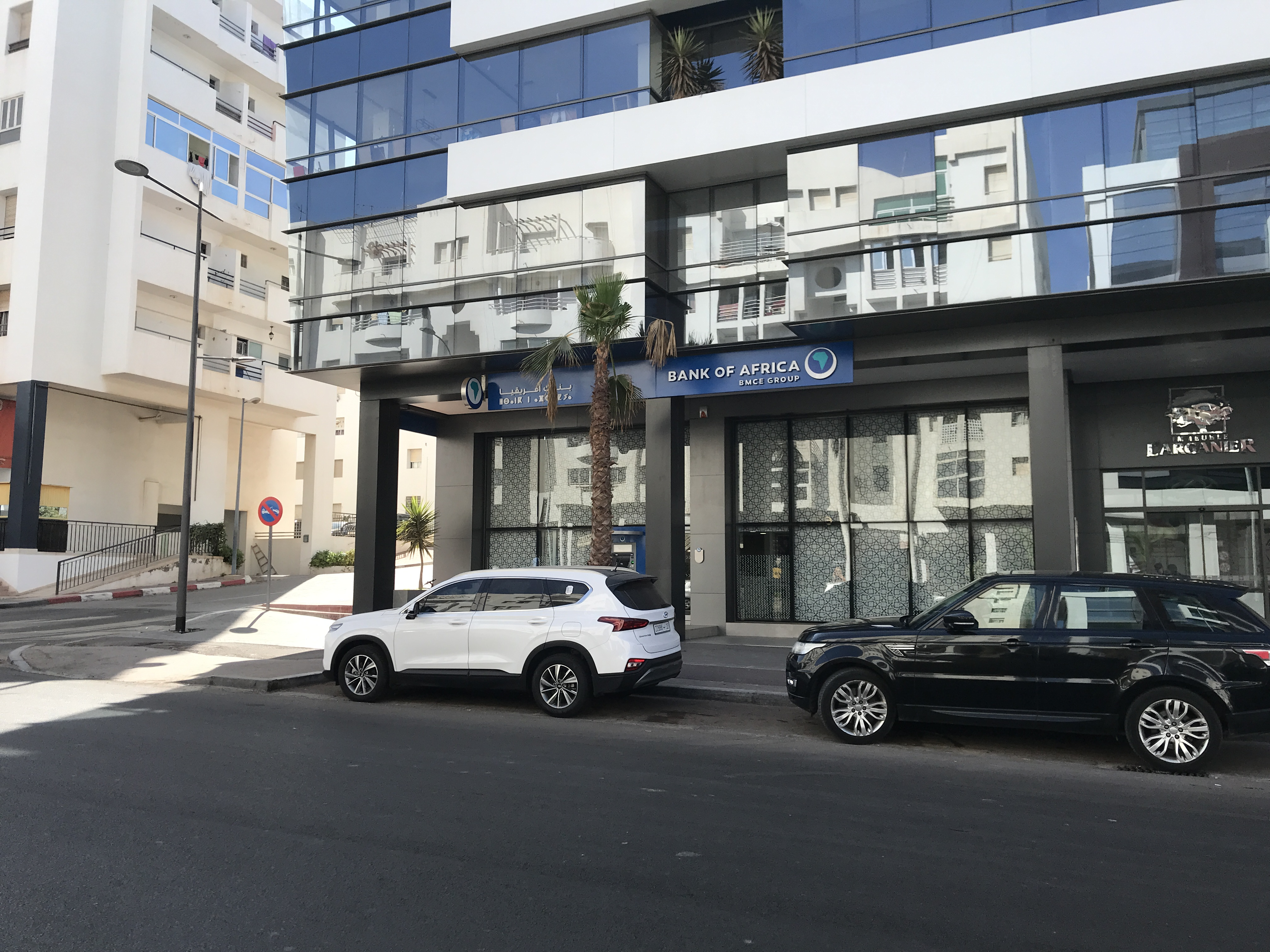
Filiale della Banca d'Africa ad Agadir

Othman Benjelloun utilizza i fondi della compagnia assicurativa RMA Watanya, da lui controllata, per l'acquisto della BMCE dallo Stato contro un trio guidato da Abdellatif Jouahri, Miloud Chaâbi e il fondo sovrano libico.
Nel 1994, è creata Salafin, filiale del credito al consumo. E nel 1998 sono nate la banca d'affari e di investimento BMCE Capital e la Maroc Factoring, società di factoring.
Nel 1999 BMCE entra nel capitale di Al Wataniya, dando vita ad una divisione leader nel settore assicurativo. Nello stesso anno, BMCE ha acquisito una partecipazione del 20% nel capitale del primo operatore privato marocchino di telecomunicazioni, Meditelecom. 

### Anni 2000
Nel 2000 è stata creata Holding Finance.Com. Nel 2002, la filiale della zona franca di Tangeri ha cambiato il suo status in banca offshore. Nello stesso anno, BMCE ha lanciato un programma di acquisto di 1,5 milioni di azioni BMCE, pari al 9,45% del capitale sociale.
Nel 2003 è stato lanciato un OPV riservato al personale che copre il 4,72% del capitale della banca. Lo stesso anno è stata inaugurata la BMCE Capital Dakar. Nel 2004, CIC ha acquisito una partecipazione del 10% in BMCE Bank. Nel 2005, BMCE ha lanciato un programma per l'apertura di 50 filiali all'anno. Nello stesso anno, BMCE lancia il 2° OPV riservato ai dipendenti del gruppo. Nel 2006 è stata inaugurata Axis Capital, una banca d'investimento in Tunisia. Nello stesso anno è stata creata MediCapital Bank.
Nel 2004, il nome della banca è apparso in una delle parti dello scandalo "Oil for Food"". Un sistema di corruzione messo in piedi in Iraq in cui è coinvolto anche il colosso petrolifero francese Total.
Jean-Bernard Mérimée, membro del consiglio di amministrazione della BMCE ed ex ambasciatore francese in Marocco, è stato accusato di "traffico di influenze" e "corruzione attiva di un pubblico ufficiale straniero".
Nel 2007, CajaMediterraneo ha acquisito una partecipazione del 5% in BMCE nell'ambito di una partnership strategica. Nello stesso anno, BMCE ha unito le forze con AFH/Bank of Africa ed è diventata l'azionista bancario di riferimento del gruppo Bank of Africa attraverso una partecipazione del 35% nel capitale. Sempre nel 2007 ha iniziato la sua attività MediCapital Bank, la controllata del gruppo BMCE Bank con sede a Londra.
Nel 2008, CIC ha acquisito un'ulteriore partecipazione del 5% in BMCE Bank, portando la sua partecipazione al 15,04%. CIC cede questa partecipazione alla sua holding, La Banque Fédérative du Crédit Mutuel. Per quanto riguarda BMCE, aumenta la sua partecipazione nel capitale della Bank of Africa dal 35% al 42,5%. Nel 2009, CIC ha aumentato la sua partecipazione in BMCE Bank, attraverso la sua holding BFCM, dal 15,05% al 19,94%.